# Papuaroa miccyla
Papuaroa miccyla är en fjärilsart som beskrevs av Collenette 1955. Papuaroa miccyla ingår i släktet Papuaroa och familjen tofsspinnare. Inga underarter finns listade i Catalogue of Life.